# Североизточна обединена антияпонска армия
„Североизточна обединена антияпонска армия“ (на китайски: 东北抗日联军) е съпротивително движение в Манджоу-Го по време на Втората световна война.
Организацията е създадена през 1936 година по инициатива на Коминтерна, обединявайки няколко дотогавашни съпротивителни групи, и води активна партизанска война срещу японското присъствие в страната. Макар формално да е подчинена на Китайската комунистическа партия, на практика тя действа под прякото ръководство и със значително съдействие от Съветския съюз. В армията участват главно китайци, но също и значителен брой корейци, сред които е и бъдещият севернокорейски диктатор Ким Ир Сен. При своето най-голямо разрастване тя достига 10 000 партизани, но е подложена на тежък натиск от страна на японците, и в края на 1941 година се изтегля в Съветския съюз, където е преобразувана в бригада от Червената армия.